# Liste der Ehrendoktoren der Universität Salzburg
Die Liste der Ehrendoktoren der Universität Salzburg listet alle Personen auf, die von der Universität Salzburg die Doktorwürde ehrenhalber verliehen bekommen haben, chronologisch sortiert nach dem Jahr der Verleihung ab Wiedererrichtung der Universität 1962. Im Jahr 2014 wurde Eduard Paul Tratz als Erstem diese Würdigung nachträglich wieder aberkannt. 2015 wurde die Ehrung auch Wolfgang Hefermehl und Konrad Lorenz aberkannt.

## Ehrendoktorate
- 1962: Andreas Rohracher
- 1967: Hans Kelsen, Adolf Merkl, Alfred Verdross, Bernhard Paumgartner
- 1968: Joseph Messner
- 1970: Herbert Klein (Landesarchivdirektor, gestorben 1972), Leo Santifaller
- 1971: Erich Seefeldner
- 1972: Walter Antoniolli, Antoni Maria Badia i Margarit, Pierre Courcelle, Michel Deveze, Jean Gaudemet, Josef Andreas Jungmann, Robert Kann, Franz König, Erik Lunding, Max Ferdinand Perutz, Otto Reimer, Heinrich Schlier, Hans Sedlmayr, Fernand Van Steenberghen, Alfons Maria Stickler, Stanislaw Urbanczyk
- 1973: Eduard Paul Tratz (2014 widerrufen[1])
- 1974: Friedrich August von Hayek, Ernst Penninger
- 1975: Josef P. Donner, Johannes Graf von Moy
- 1976: Oskar Kokoschka, Johannes Messner
- 1977: Friderica Derra de Moroda, Walter Gerstenberg
- 1978: Friedrich Engel-Jánosi, Herbert von Karajan, Heinrich Henkel, Sepp Domandl, Johann Schedelmann, Heinz-Günter Wittmann
- 1979: Karl Raimund Popper
- 1980: Richard Meili, Paul Meyer-Speer
- 1981: Walter M. Schwarzkopf, Edmund Hlawka
- 1982: Léopold Sédar Senghor
- 1983: Wolfgang Hefermehl (2015 aberkannt[2][3]), Konrad Lorenz (2015 aberkannt[2][3])
- 1984: Wilhelm Treue
- 1986: Carl E. Schorske, Franz Bydlinski
- 1987: Friedhart Klix, Friedrich Mitschke
- 1988: Rudolf Strasser, Leopold Ziller, Berta Scharrer
- 1989: Karl Berg
- 1990: John Chadwick
- 1991: H. C. Artmann, László Fejes Tóth
- 1992: Jonas Kubilius
- 1993: Ota Weinberger, Gerhard Amanshauser
- 1994: Viktor E. Frankl
- 1995: Robert Walter, Johannes Georg Bednorz, Valentin Braitenberg, Karl Alexander Müller
- 1996: Peter Sitte
- 1997: Andrew V. Schally, Eberhard Stüber
- 2002: Bettina Bäumer, Otto Kaiser, Sierd Cloetingh
- 2003: Christopher Donald Frith, Karl Korinek, Gerard Mortier, Peter Handke
- 2004: Rolf Schneider, Benno M. Nigg
- 2005: Peter Stein, Kurt Haselwandter
- 2006: Wolfgang Sitte, Clemens Jabloner
- 2007: Karl-Markus Gauß, Michael Mitterauer
- 2008: Walter Kappacher
- 2009: Erwin Kräutler, Christian Meier
- 2010: Peter M. Gruber, Paul Nurse, Klaus Maria Brandauer, Erich Hackl, Monika Kircher, Ewald Werner
- 2011: Hannes Androsch
- 2012: Niels Birbaumer, Frank Klötzli, Angelika Neuwirth
- 2013: Hans Dieter Seghezzi, M. Cherif Bassiouni[4]
- 2015: Anna Mitgutsch[5]
- 2017: Michael Bünker[6], Rudolf Müller[7]
- 2018: Mikis Theodorakis[8]
- 2023: Helga Rabl-Stadler[9]